# Joseph Hornung

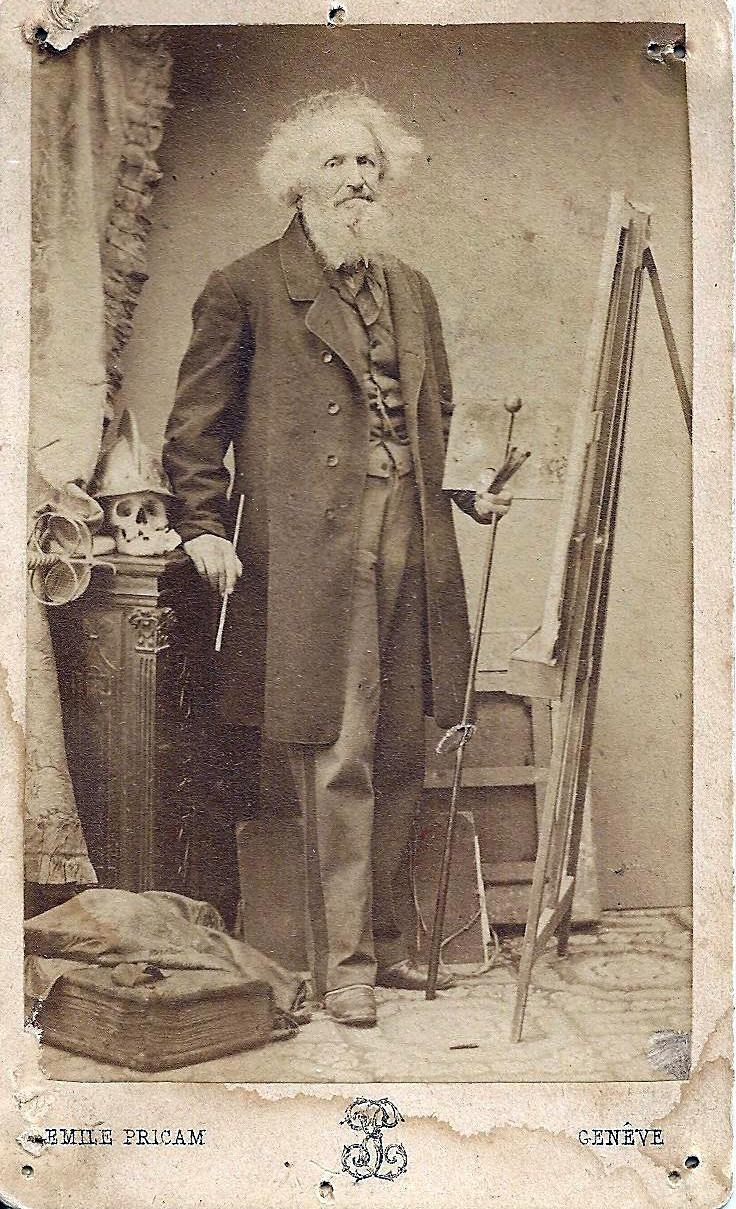
Joseph Hornung

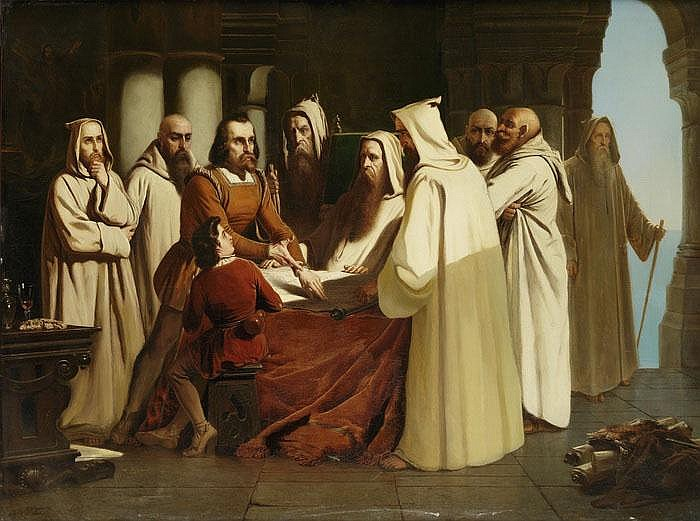
Joseph Hornungs Ölgemälde
Christoph Columbus unter Mönchen
(91,5 × 121 cm)

Joseph Hornung (* 25. Januar 1792 in Genf; † 4. Februar 1870 ebenda) war ein Schweizer Genre- und Historienmaler sowie Zeichner und Lithograf.

## Leben und Werk
Joseph Hornung entstammte einer seit 1685 in Genf ansässigen Familie elsässischer Herkunft. Geboren als Sohn von Jean-Simon Hornung und Marie-Madeleine Romieux, wurde er zum Graveur von Uhrengehäusen ausgebildet. Die Malerei erlernte er als Autodidakt mit Hilfe von Gabriel Constant Vaucher (1768–1814).
Er debütierte 1826 im Genfer Musée Rath und stellte seine Werke 1839 in der Royal Academy of Arts in London sowie in den Pariser Salons 1831, 1840, 1841, 1843 und 1847 aus. Er besuchte Italien 1834, Holland 1838, England 1840 und 1859.
Viele seiner Werke waren der Geschichte der Reformation gewidmet. Einige seiner Bilder dienten als Vorlagen für eigenhändig hergestellte Lithografien.
Er war u. a. mit dem Bildhauer James Pradier, den Malern François Diday und Alexandre Calame und dem Schriftsteller Marc Monnier befreundet.